# Оратор-мотиватор
Оратор-мотиватор (motivational speaker), или мотивационный спикер, вдохновитель (inspirational speaker) — профессиональный оратор, выступления которого призваны мотивировать и воодушевлять аудиторию.

## Типы мероприятий
Основное выступление, как правило, происходит в начале или в конце мероприятия. Такие выступления длятся от 45 минут до 2 часов. Семинар или работа в группе, в отличие от основного выступления, длится от 3 до 7 часов, а в некоторых случаях и несколько дней. Европейские мероприятия часто короче и насыщеннее. Основное выступление редко длится больше 50 минут. Работа в группе рассчитана на четверть или половину дня, а семинары — на 1 час. В США мероприятия более продолжительны, поскольку очень часто включают в себя светский элемент.

## Обучение и сертификация
Профессия оратора-мотиватора не требует формального обучения или сертификации, но навыки публичных выступлений перед большими аудиториями являются необходимыми.

## Гонорары за выступления
Гонорары за выступления оратора-мотиватора отличаются в зависимости от его опыта, известности, специфики выступлений и удовлетворенности аудитории. Ораторы-мотиваторы вовлекают аудиторию в беседу, делятся опытом и жизненными уроками, при этом развлекая аудиторию.

## Сравнение с ораторами-вдохновителями
Между оратором-мотиватором и оратором-вдохновителем есть много общего, один человек может владеть обеими этими профессиями одновременно, но они не всегда взаимозаменимы. Небольшое различие состоит в том, что оратор-вдохновитель часто произносит «теплую, подбадривающую речь, которая опирается на историю о преодолении больших трудностей», чтобы воодушевить, обрадовать аудиторию. Ораторы-мотиваторы произносят более энергичные речи, цель которых — подтолкнуть аудиторию к действию.
Среди ораторов-вдохновителей много активных политических деятелей, известных личностей в различных областях общественной жизни. Их вдохновляющие речи производят неизгладимое впечатление на публику, дарят веру, рассеивают опасения и подбадривают в сложных ситуациях. Люди обретают веру в себя и свой успех благодаря вдохновляющим и удивительным историям из реальной жизни, превосходно рассказанными ораторами-вдохновителями.
Клиент, желающий прослушать речь, может обратиться напрямую к оратору, чтобы уточнить расписание и цены, а может обратиться в специализированное агентство, чтобы рассмотреть несколько вариантов выступлений, дат и цен.

## Выдающиеся личности
Некоторые ораторы-мотиваторы достигли значительной популярности, славы и богатства. Успешные карьеры некоторых ораторов закончились преждевременно из-за ряда неосторожных замечаний, которые привели к ажиотажу на рынке ценных бумаг (имеется в виду печально известная речь Джеральда Ратнера в Лондонской ассоциации директоров, взволновавшая финансовую общественность, клиентов ювелиров с Мэйн-стрит, среди которых были клиенты ювелирной компании «Ратнер», которая потеряла примерно 500 миллионов фунтов и оказалась на грани банкротства).
- Том Эйвери
- Стив Бэк
- Дэвид Брент
- Лес Браун
- Джек Кэнфилд
- Дипак Чопра
- Вейн Дайер
- Эд Форман
- Крис Гарднер
- Энтони Роббинс
- Джим Рон
- Ник Вуйчич
- Джессика Кокс
- Ричард Броуди (Richard Brodie, бывший менеджер компании «Майкрософт»)

## Мотивационные ораторы в искусстве
В 5 сезоне телевизионного сериала «Декстер» основным антагонистом главного героя является мотивационный оратор Джордан Чейз, подстрекавший своих сообщников к серии жестоких изнасилований и убийств.